# メグ・ティリー
メグ・ティリー（英: Meg Tilly, 本名：Margaret Elizabeth Chan, 1960年2月14日-）はアメリカの女優、ブロードウェイの舞台のダンサー兼バレリーナ、作家。
カリフォルニア州ロングビーチ生まれ。父親は中国系アメリカ人、母親はアイルランド、フィンランド、ネイティヴ・アメリカンの血を引く。女優のジェニファー・ティリーは姉。

## 著述活動
ティリーは1994年に『Singing Songs 』という題の小説を出版した。この小説は、義父から自分と自分の姉妹たちが性的な嫌がらせを受ける少女についての一連の小作品から成る。二作目の小説『Gemma 』は2006年10月に刊行された。2007年に出版した三作目の小説『Porcupine 』はシーラ・A・エゴフ児童文学賞 (Sheila A. Egoff Children's Literature Prize) の最終選考に残った。

## 私生活
ティリーは自分の著書『Singing Songs 』が自伝であることをのちに正式に発表したのだが、この本によると、彼女の母はものすごく普通ではない親だった。この本は、彼女が義父から性的虐待を受けたと断言してもいる。
1983年、映画プロデューサーのティム・ジンネマンと結婚し、一男一女をもうけるが離婚。1990年、『恋の掟』で共演した俳優のコリン・ファースとの間に男児をもうけるが結婚はしなかった。
1995年を最後に、自分の子供たちを養育するために女優業から引退していたが、2010年に復帰した。
『サイコ2』にヒロイン役で出演した際、ティリーは前作を見た事がなく、主演のアンソニー・パーキンスがその作品で高い評価を受けている事も知らなかったため、撮影現場で不用意な発言をしてパーキンスの怒りを買ってしまった。

## 主な出演作品
- フェーム Fame （1980年）
- テックス Tex （1982年）
- サイコ2 Psycho II （1983年）
- 再会の時 The Big Chill （1983年）
- インパルス!暴走する脳 Impulse （1984年）
- アグネス Agnes of God （1985年） ※第43回ゴールデングローブ賞 助演女優賞受賞
- オフビート Off Beat （1986年）
- マスカレード/甘い罠 Masquerade （1987年）
- 白い記憶の女 The Girl in a Swing （1988年）
- 恋の掟 Valmont （1989年）
- 黄昏のチャイナタウン The Two Jakes （1990年）
- フォーエバー・ロード Leaving Normal （1992年）
- ボディ・スナッチャーズ Body Snatchers （1993年）
- スリープ・ウィズ・ミー Sleep with Me （1994年）
- Bomb Girls （2012年 - 2013年） テレビシリーズ

## 賞
| 年     | 賞                     | Category                           | 作品       | 結果       |
| ------ | ---------------------- | ---------------------------------- | ---------- | ---------- |
| 1984年 | サターン賞             | 助演女優賞                         | サイコ2    | ノミネート |
| 1986年 | ゴールデングローブ賞   | 助演女優賞                         | アグネス   | 受賞       |
| 1986年 | アカデミー賞           | 助演女優賞                         | アグネス   | ノミネート |
| 2012年 | Leo Awards             | 主演女優賞（ドラマシリーズ部門）   | Bomb Girls | 受賞       |
| 2012年 | モンテカルロ・テレビ祭 | 最優秀女優賞（ミニシリーズ部門）   | Bomb Girls | ノミネート |
| 2013年 | モンテカルロ・テレビ祭 | 最優秀女優賞（ドラマシリーズ部門） | Bomb Girls | ノミネート |
| 2013年 | ジェミニ賞             | 主演女優賞                         | Bomb Girls | ノミネート |
| 2013年 | ACTRA Award            | 最優秀女優賞                       | Bomb Girls | ノミネート |